# Горно Чичево
 Тази статия е за едното село в Северна Македония.  За другото вижте Долно Чичево.  За селото в България вижте Чичево.
Горно Чичево или Горно Чичово (на македонска литературна норма: Горно Чичево) е село в централната част на Северна Македония, община Градско.

## География
Селото е разположено в областта Клепа, близо до десния бряг на река Вардар, на 52 километра южно от град Велес и на 8 километра югозападно от Градско. В землището му е разположен Чичевският манастир.

## История
В XIX век Горно Чичево е българско село във Велешка кааза, Нахия Клепа на Османската империя. В „Етнография на вилаетите Адрианопол, Монастир и Салоника“, издадена в Константинопол в 1878 година и отразяваща статистиката на населението от 1873 Горно Чичово (Tchitchovo Gorno) е посочено като село с 25 домакинства и 118 жители българи. Според статистиката на Васил Кънчов („Македония. Етнография и статистика“) от 1900 г. Горно Чичово има 310 жители българи християни.
В началото на XX век жителите на селото са под върховенството на Българската екзархия. По данни на секретаря на екзархията Димитър Мишев („La Macédoine et sa Population Chrétienne“) през 1905 година в Горно Чичово (Gorno Tchitchovo) има 400 българи екзархисти и работи българско училище.
През учебната 1912/1913 година учител в селото е Трайче Тренджов.
При избухването на Балканската война 7 души от Чичево (Горно и Долно) са доброволци в Македоно-одринското опълчение.
В 1913 година Горно Чичево попада в Сърбия, а от 1991 година е в Северна Македония.
На етническата си карта от 1927 година Леонард Шулце Йена показва Горно Чичево (Grn.-Čičevo) като българско християнско село.
По време на българското управление във Вардарска Македония в годините на Втората световна война, Никола М. Иванов от Кочани е български кмет на Чичево от 1 септември 1941 година до 29 януари 1942 година. След това кметове са Трайко М. Костов от Павлешенци (29 януари 1942 - 30 октомври 1942), Иван Ил. Сребров (30 януари - 1943 - 12 август 1944) и Александър М. Манчев от Кочани (12 август 1944 - 9 септември 1944).
Основна забележителност на селото е църквата „Възнесение Господне“ („Свети Спас“), изградена в периода от 1840 до 1850 година. В 2001 година на църквата е направена цялостна реконструкция.
Край селото са гробовете на загиналите 200 български войници от Пети полк на Единадесета македонска дивизия, загинали в 1915 година под командването на подполковник Борис Дрангов.

## Личности
Родени в Горно Чичево
- Александър Панов (1886 – 1922), български революционер
- Коста Чичовалиев, български революционер от ВМОРО, четник на Стефан Димитров[9]
- Никола Данев, български революционер, селски войвода на ВМОРО[10]
- Тодор Иванов Кюлюмов (1888 – 1915), български военен деец, майор, загинал през Първата световна война[11]
- Христо Кюлюмов (1877 – ?), български просветен деец
- Христо Казакот, български революционер, председател на горночичевския комитет на ВМОРО[10]

Починали в Горно Чичево
- Георги Гърчев (1885 – 1912), български военен и революционер, починал в Горно или Долно Чичево
- Ефрем Стоянов Попатанасов, български военен деец, подпоручик, загинал през Първата световна война[12]